# Скотт, Энтони
Не путать с режиссёром Тони Скоттом
Энтони Оливер Скотт (Anthony Oliver Scott; род. в 1966 году) — американский кинокритик, ведущий кинокритик газеты The New York Times, внучатый племянник актёра Илая Уоллака.

## Биография
Родился в семье профессоров истории, с отличием окончил Гарвардский университет (1988). До 2000 года рецензировал преимущественно литературу. К числу его любимых авторов принадлежит Мэри Маккарти.
С 2006 года подменял Роджера Эберта в телепрограмме Ebert & Roeper. Впоследствии это популярное шоу было переименовано в At the Movies. С 2009 года Скотт постоянно ведёт его вместе с Майклом Филлипсом (Chicago Tribune).

## Лучшие фильмы по годам
Кинокритиком в указанные года были названы лучшими следующие фильмы:
- 2001 — «Искусственный разум»
- 2002 — «Поговори с ней»
- 2003 — «Хозяин морей: на краю земли»
- 2004 — «Малышка на миллион»
- 2005 — «Лучшие годы молодости»
- 2006 — «Письма с Иводзимы»
- 2007 — «4 месяца, 3 недели и 2 дня»
- 2008 — «ВАЛЛ-И»
- 2009 — «Там, где живут чудовища»
- 2010 — «Инсайдеры»
- 2011 — «Боевой конь»
- 2012 — «Любовь»
- 2013 — «Внутри Льюина Дэвиса»
- 2014 — «Отрочество»
- 2015 — «Тимбукту»
- 2016 — «Лунный свет»
- 2017 — «Проект «Флорида»»
- 2018 — «Monrovia, Indiana»
- 2019 — «Страна мёда»
- 2020 — «Borat Subsequent Moviefilm»
- 2021 — «Лето соула»
- 2022 — «Нет»